# Constitución del Partido Comunista de China
La Constitución del Partido Comunista de China (en chino simplificado, 中国共产党章程; pinyin, Zhōngguó Gòngchǎndǎng Zhāngchéng) es el conjunto de normas fundamentales que rigen la estructura, principios y objetivos del Partido Comunista de China.

## Historia
La Constitución del Partido en vigor fue aprobada en el XII Congreso Nacional del PCCh en septiembre de 1982. De acuerdo con la situación y tareas cambiantes, se revisaron algunos de los artículos en el XIII Congreso Nacional en noviembre de 1987 y en el Programa General y algunos de los artículos del Decimocuarto Congreso Nacional en octubre de 1992, y algunas revisiones se hicieron en el Programa General en el XVI Congreso Nacional del PCCh en noviembre de 2002. Una vez más, se hicieron nuevos cambios y adiciones en el XIX Congreso Nacional del CCP en octubre de 2017.

## Contenido
El principio organizativo que impulsa el sistema político de la República Popular China es el "centralismo democrático". Dentro del sistema, la característica democrática exige la participación y la expresión de opinión sobre cuestiones políticas clave de los miembros en todos los niveles de organización del partido. Depende de un proceso constante de consulta e investigación. Al mismo tiempo, la característica centralista requiere que los niveles organizativos subordinados sigan los dictados de los niveles superiores. Una vez que el debate ha alcanzado el nivel más alto y se han tomado las decisiones sobre política, todos los miembros del partido están obligados a apoyar al Comité Central.
La constitución enfatiza el papel del partido en la promoción de la democracia socialista, en el desarrollo y fortalecimiento de un sistema legal socialista y en la consolidación de la voluntad pública de llevar a cabo el programa de modernización.